# BBC Choice
BBC Choice (1998-2003) było pierwszym brytyjskim kanałem telewizyjnym nadającym wyłącznie w przekazie cyfrowym. Na ramówkę składały się powtórki z BBC One i BBC Two, a także programy dziecięce, muzyczne i sportowe. W godzinach 6:00-17:00 nadawano też blok CBBC Choice. 9 lutego 2003 kanał został zamknięty, a kilka godzin później na jego miejscu rozpoczęło nadawanie BBC Three.